# Aristida hispidula
Aristida hispidula är en gräsart som beskrevs av Johannes Jan Theodoor Henrard. Aristida hispidula ingår i släktet Aristida och familjen gräs.
Artens utbredningsområde är Zambia. Inga underarter finns listade i Catalogue of Life.